# Københavns Idrætspark
Københavns Idrætspark, más conocido como Idrætsparken o como Parken, era un estadio multiusos ubicado en Copenhague, Dinamarca. Inicialmente era utilizado como estadio de la selección de fútbol de Dinamarca y del Kjøbenhavns Boldklub. Fue reemplazado por el Parken Stadion en 1992. La capacidad del estadio era de 48.000 espectadores.
El estadio principal, el primero de terreno completamente cerrado en Dinamarca, se inauguró el 25 de mayo de 1911, con una capacidad de 12.000 espectadores, en un partido de fútbol entre Copenhague XI y The Wednesday.
A fines de la década de 1920, el Idrætsparken contaba con el estadio principal, una pista de atletismo separada (1912), un estadio cubierto (1914), un campo de hockey y una piscina cubierta (1929).
La grada principal, que se mantiene en el nuevo Parken Stadium, se inauguró el 2 de octubre de 1955, derrotando Inglaterra a Dinamarca por 5-1.
De 1911 a 1990, la selección danesa jugó 232 partidos en Idrætsparken, ganó 125 y perdió 66.